# Hôpital régional Chaleur
L'hôpital régional Chaleur est un hôpital situé à Bathurst au Nouveau-Brunswick. Il dispose de 215 lits et de 70 médecins. L'urgence est ouverte 24h/24h, le centre donne des soins primaires et spécialisés, la médecine générale, soins palliatifs, soins intensifs, soins de longue durée et soins de réadaptation.

## Historique
- En 2007, on procédait à des travaux d'agrandissement pour faire place à un tout nouveau bloc opératoire. Auparavant les lits du bloc étaient répartis sur des étages différents. Le coût des travaux est évalué à près de 14 millions de dollars[1].

## Services offerts

### Services médicaux
| - audiologie - cardiologie - chirurgie dentaire - chirurgie générale - chirurgie maxillo-faciale - chirurgie plastique - chirurgie thoracique - chirurgie vasculaire - dermatologie - dialyse rénale - échographie - échocardiographie - électrodiagnostic - endocrinologie - endoscopie - ergothérapie - fluoroscopie - gastroentérologie - gynécologie - imagerie médicale - imagerie par résonance magnétique - laboratoire - mammographie - médecine interne - médecine nucléaire | - néonatologie - nutrition - obstétrique - ophtalmologie - orthopédie - orthophonie - otorhinolaryngologie - pédiatrie - phlébotomie - pneumologie - pouponnière - psychiatrie - psychologie - physiothérapie - radiographie générale - soins intensifs - thérapie respiratoire - tomodensitométrie - traitement de la MPOC (maladie pulmonaire obstructive chronique) - traitement du diabète - traitement de l’asthme - travail social - urologie |

### Autres services
- archives médicales
- sécurité
- télésanté
- cafétéria
- boutique
- pharmacie
- accompagnement spirituel et religieux
- bénévolat

pavillon UCT ; hébergement de la famille des patients